# 無綫電視台慶相關活動
電視廣播有限公司（無綫電視）的台慶相關活動是該公司為慶祝其於1967年11月19日啟播的周年紀念，自1968年起在每年10月初開始至12月中舉行一連串的活動，一般會被稱為「台慶月」。在台慶月期間，該公司會播出一連串特備節目和電視劇慶祝台慶。

## 緣起
無綫電視創辦人之一邵逸夫爵士出生於大清光緒三十三年（丁未年）農曆十月十四日，換算為公曆則為1907年11月19日。無綫電視亦於1967年11月19日啟播，遂將其台慶定於每年11月19日，以慶祝邵之公曆生日。

## 台慶亮燈儀式
自1982年開始，無綫電視臨近台慶都會為公司外牆紛飾一番，並在每年十月上旬至中旬舉行亮燈儀式（除2021、2023及2024年外）。亮燈儀式由行政主席邵逸夫爵士在應屆香港小姐陪同下主持，意味着台慶月正式展開，並會介紹即將播映的台慶劇及相關電視節目。部分亮燈儀式更會現場直播。

## 台慶主題及口號
無綫電視每年都會為台慶創作口號，帶出來年工作目標，既為台前幕後員工加強士氣，又能跟觀眾產生互動，而明珠台亦有相對應的英文口號。當中以1996年著名导演庄文强任职无线宣传部助理编导时创作的台慶口號「全力以赴　做到最好」最為經典，而此口號亦成為日後香港人打氣時的慣用語。至於近年口號，如1999-2000的「情繫香港 製造精彩每一天」、2004年的「香港力量更強」和2007年的「心在香港四十年」，則強調無綫與香港人共同成長。

## 台歌及台慶主題音樂
1974年，當時的無綫電視音樂總監顧嘉煇開始為無綫電視創作台歌。在1979年11月19日舉行的《歡樂今宵賀十二週年台慶》中，無綫電視全台上下曾大合唱1974年至1979年的台歌，歌詞如下：
- 1974年《無綫星光照萬家》：「無綫星光照萬家，萬家歡樂笑哈哈。」
- 1975年《無綫係你好知己》：「日日夜夜陪伴你，無綫係你好知己。」
- 1975年至1977年《無綫進行曲》：「相識多年成知己，天天相逢好歡喜。日日播映，同你最好傾，家家鍾意睇無綫。」[註 1]
- 1977年《無綫十年頌》：「三千六百五十天，同你相識有十年。天天相見，息息相關，再與你創造明天。家家睇無綫。」
- 1977年《家家睇無綫》：「多創造，天天去闖新嘅路線。新里程，再闖新里程，人人齊共勉，家家睇無綫。」
- 1978年《家家歡笑睇無綫》：「成功非關僥倖，皆因靠合群。時刻相對共親近，家家歡笑睇無綫。」
- 1978年《無綫萬眾一家親》：「天天不斷發展新節目，同心一致，全為社會人群。有魄力，肯創新，無綫萬眾一家親。」
- 1979年《人人和無綫》：「努力去嘗試（製作有新意），人人和無綫（友愛更真摯）。齊心相勉，熱心公益，幹勁沖天。」

1985年，無綫電視音樂總監顧嘉煇在膾炙人口的生日歌《祝你生日快樂》基礎上，創作了無綫電視的台慶主題音樂，全曲大部分為純音樂，僅在最後有一句人聲伴奏歌詞「Happy birthday, happy birthday, happy birthday to you.」沿用至今的是1989年台慶重新演奏的版本，旋律更為動感，並去除了所有人聲伴奏。

## 台慶周年紀念徽號

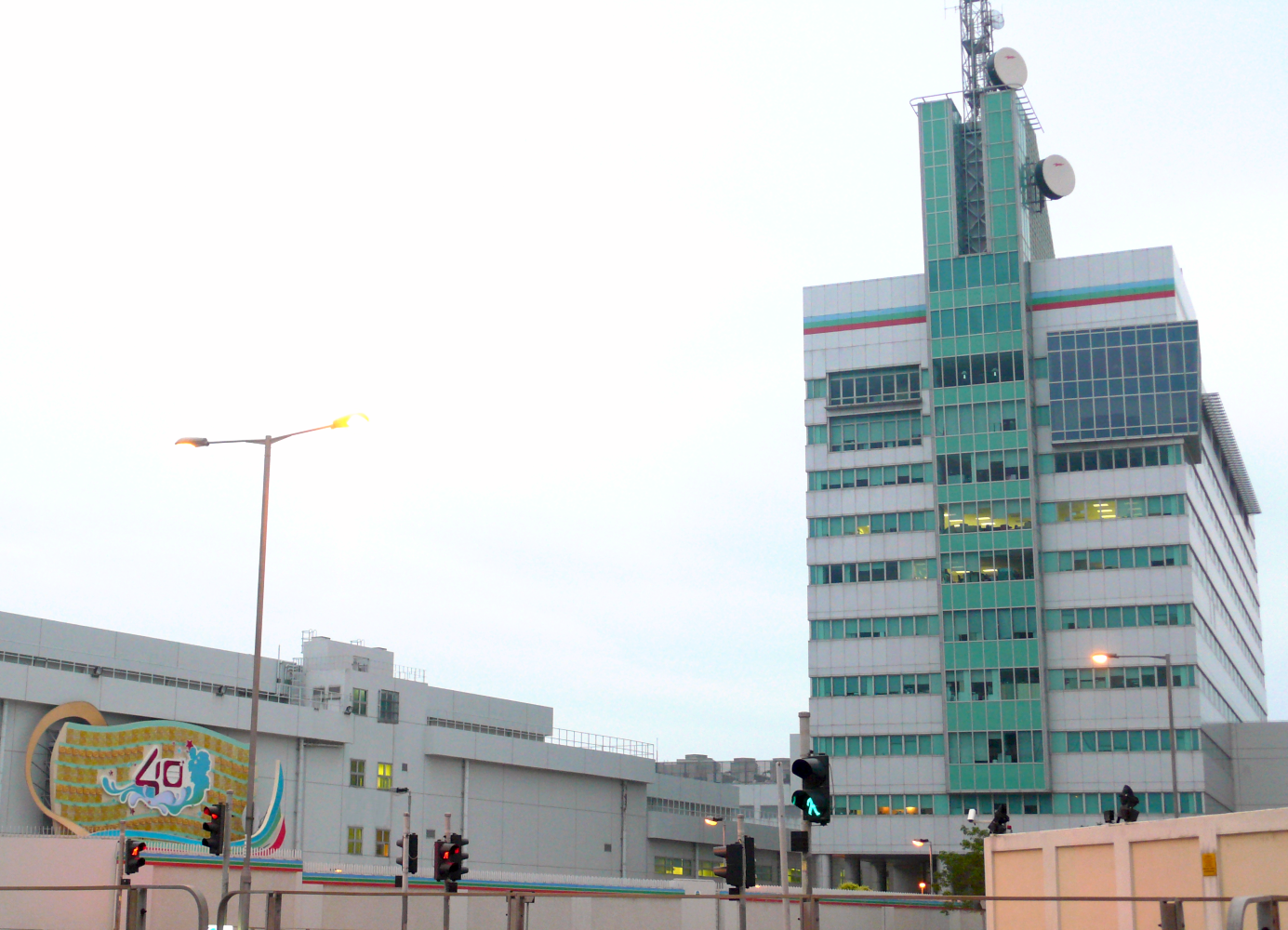
2007年無綫電視40周年時，在电视广播城悬挂「40」字樣。（见图左下角）

無綫電視都會為每年台慶設計帶有周年歲數的紀念徽號，並會展示在建築物牆外、電視節目宣傳片、官方刊物《香港電視》（現為《TVB周刊》）以及各種官方宣傳場合。在早年的台慶月，此數字徽號更會取代TVB原有標誌，於節目預告的右上角（2007年至2023年為左上角）和台慶宣傳片的右上角出現。由2013年無綫電視46周年開始，參與該宣傳活動的節目會在開始播映時在畫面左上角閃現每年「台慶周年紀念徽號」的動畫圖案。
在40周年之前，此紀念徽號會被加上代表無綫電視的「藍、綠、紅」三色（彩色電視三原色）和周年数字；但由40周年起（43、46、49、50、52、54、55周年除外）已打破過往的三色傳統。
此外，由於4字被視為不祥，故每逢尾數是4的週年口号，都會改成「邁向」下一年，例如「34週年」被稱為「邁向35週年」；7字與「執」同尾音（意指粵語口語中的「執笠（倒閉）」），而8字則為吉祥，故每逢尾數是7的週年口号，都會改成「邁向」下一年，例如「37週年」改稱為「邁進38週年」。然而，在1984年並沒有“17週年”或“邁向18年”之类的口号或主题，只延續16週年的「活力主題」，紀念徽號也不帶有反映周年的數字。此外，2016年的「49週年」亦改稱「邁向50週年」。而2024年的57週年台慶則沒有改稱「邁向58週年」，因58有「唔發」的不好意頭，故改稱「57週年」。

## 歷屆記事列表
下表中如有括號，代表該節目安排在括號內的日期在翡翠台播出
| 年份   | 周年 | 台慶口號                                     | 台慶亮燈儀式                             | 翡翠歌星賀台慶 | 萬千星輝頒獎典禮 | 節目巡禮 （舉行/播放）  |
| 1981年 | 14   | 充滿朝氣同魄力 時刻與你齊發展 無綫迎接十五歲 | 10月                                     | -              | -                | -                       |
| 1982年 | 15   | 十五年來共歡聚 開拓更美好將來                | 10月                                     | -              | -                | -                       |
| 1983年 | 16   | 活力賀台慶 無綫第十六周年                    | 10月                                     | -              | -                | -                       |
| 1984年 | 17   | 活力傳萬家 生命添火花                        | 10月                                     | -              | -                | -                       |
| 1985年 | 18   | 事事關心 無綫精神                            | 10月                                     | -              | -                | -                       |
| 1986年 | 19   | 朝夕共相見 知心十九年                        | 10月                                     | -              | -                | -                       |
| 1987年 | 20   | 傳訊息 匯動力 共創根基二十年                 | 10月                                     | -              | -                | -                       |
| 1988年 | 21   | 廿一嶄新意念 象徵跨步向前                    | 10月                                     | -              | -                | -                       |
| 1989年 | 22   | 堅定信念 跨步向前                            | 10月                                     | -              | -                | -                       |
| 1990年 | 23   | 與你共度每一天 無綫電視廿三年                | 10月                                     | -              | -                | -                       |
| 1991年 | 24   | 娛樂資訊千萬分 邁向銀禧25年                  | 10月                                     | 11月16日       | -                | -                       |
| 1992年 | 25   | 點點心思 源源不絕 全為了您 無綫銀禧          | 10月                                     | 11月15日       | -                | -                       |
| 1993年 | 26   | 全為了您                                     | 10月                                     | 11月14日       | -                | -                       |
| 1994年 | 27   | 攜手邁向廿八週年                             | 10月                                     | 11月13日       | -                | -                       |
| 1995年 | 28   | 緣來廿八年                                   | 10月                                     | 10月29日       | -                | -                       |
| 1996年 | 29   | 全力以赴 做到最好                            | 10月                                     | 11月3日        | -                | -                       |
| 1997年 | 30   | 全力以赴 做到最好                            | 10月                                     | 11月9日        | -                | -                       |
| 1998年 | 31   | 全力以赴 做到最好                            | 10月                                     | -              | -                | -                       |
| 1999年 | 32   | 情繫香港 製造精彩每一天                      | 10月                                     | -              | -                | -                       |
| 2000年 | 33   | 情繫香港 製造精彩每一天                      | 10月                                     | -              | -                | -                       |
| 2001年 | 34   | 全力以赴 精益求精                            | 10月                                     | -              | -                | -                       |
| 2002年 | 35   | 實事求是 創新高峰 無綫與你35年               | 10月                                     | -              | -                | 12月6日/12月7日         |
| 2003年 | 36   | 全城投入 做得更好                            | 10月                                     | -              | -                | 11月12日/11月19日       |
| 2004年 | 37   | TVB邁進38年 香港力量更強                     | 10月                                     | -              | -                | 11月15日及16日/11月19日 |
| 2005年 | 38   | 人氣所在創新天                               | 10月12日                                 | 10月15日       | -                | 11月11日/12月2日        |
| 2006年 | 39   | 走在最前 精彩39年                            | 10月10日                                 | 11月4日        | 11月10日         | 11月10日/11月19日       |
| 2007年 | 40   | 心在香港 盛世最強                            | 10月4日                                  | 11月3日        | 11月17日         | 11月9日/11月19日        |
| 2008年 | 41   | TVB時刻向前 令你開心四十一年                 | 10月4日                                  | 11月1日        | 11月15日         | 11月11日/11月19日       |
| 2009年 | 42   | TVB42年 繼續創造繼續Good Show                | 10月19日                                 | 11月7日        | 12月4日          | 11月10日/12月5日        |
| 2010年 | 43   | TVB敢作敢想 發放快樂力量                     | 10月18日                                 | -              | 12月5日          | 11月9日/11月27日        |
| 2011年 | 44   | TVB邁向45年 非凡夢想 成就未來                | 10月3日                                  | -              | 12月5日          | 11月1日/12月17日        |
| 2012年 | 45   | 凝聚力量 一齊向上 TVB45年                    | 10月8日1                                 | -              | 12月17日         | 11月8日/11月24日        |
| 2013年 | 46   | 時刻裝備 創造我嘅傳奇                        | 10月4日                                  | -              | 12月16日         | 11月7日/11月30日        |
| 2014年 | 47   | 層出不窮 創新經典 TVB邁向48年                | 10月20日                                 | -              | 12月15日         | 11月4日/11月8日         |
| 2015年 | 48   | 攜手迎挑戰 邁步齊向前                        | 10月3日                                  | -              | 12月13日         | 11月10日/11月15日       |
| 2016年 | 49   | TVB邁向50周年 在地同行 跳躍飛騰              | 10月17日                                 | -              | 12月18日         | 11月14日/12月10日       |
| 2017年 | 50   | 華麗轉身 邁步同行                            | 10月7日                                  | -              | 2018年1月21日    | 11月3日/11月18日        |
| 2018年 | 51   | TVB 50+1再出發                               | 10月15日                                 | -              | 12月16日         | 11月2日/11月10日        |
| 2019年 | 52   | TVB 52週年 發放娛樂 分享快樂                 | 9月29日、 10月6日、 10月13日、 10月20日2 | -              | 2020年1月12日    | 11月3日2                |
| 2020年 | 53   | 線上線下 同樣精彩                            | -3                                       | -              | 2021年1月10日    | 10月25日                |
| 2021年 | 54   | TVB邁向55周年 攜手創無限                     | -                                        | -              | 2022年1月2日     | 11月14日                |
| 2022年 | 55   | TVB 55周年 攜手創無限4                       | 9月26日                                  | -              | 2023年1月8日     | 11月11日                |
| 2023年 | 56   | 留住初心 繼續創新                            | -                                        | -              | 2024年1月14日    | 11月4日                 |
| 2024年 | 57   | 同一家人 與你前行                            | -                                        | -              | 2025年1月19日    | 11月1日/11月2日         |
| 2025年 | 58   | 待定                                         | -                                        | -              | 2026年1月25日    | 待定                    |

^  注解1：原定於10月5日舉行並於當晚播映，但因響應政府於10月4日起連續三天為南丫島撞船事故致哀而取消，因時間緊迫未能改期舉行，故此將按原定日期舉行但改為10月8日晚播映。

^  注解2：亮燈儀式及商戶節目巡禮取消，改為播出錄播節目。

^  注解3：亮燈儀式及商戶節目巡禮取消。

^  注解4：另設該年「台慶綜藝」和「經典重溫」主題，分別為「傳承‧狂歡55」和「傳承‧經典55」。

## 台慶月活動

### 台慶亮燈儀式
每年10月即臨近台慶一個月前會舉行台慶亮燈儀式，節目內更公布踏入無綫台慶月，將會推出一系列強勢的劇集及綜藝節目即台慶劇及台慶鉅獻／台慶獻禮，參與台慶劇及藝綜節目的藝員會透過這儀式作宣傳。

### 萬千星輝賀台慶
在每年11月19日台慶日的晚上，無綫電視都會舉行《萬千星輝賀台慶》，聚集無綫全台精英齊賀台慶。
該節目原為《歡樂今宵》特輯之一，1981年成為獨立慶典《群星獻技賀台慶》，翌年易名為《龍鳳呈祥賀台慶》，無綫男女藝員被分為龍、鳳兩隊，藝員們當晚都會傾盡全力表演、甚至挑戰高難度危險項目，務求爭奪全晚總冠軍。1988年開始，因為節目形式有變，因此本節目再被易名為《萬千星輝賀台慶》至今。
值得一提，1992年是無綫成立25週年，因此當年的台慶節目被命名為《銀禧星輝賀台慶》。另外，自利孝和離世、邵逸夫接任成為無綫主席的多年以來，應屆香港小姐都會陪同邵爵士欣賞台慶節目；但在2011年，已達104歲的邵爵士並沒有出席當屆台慶晚會。2017年雖然是無綫的金禧年（即成立50週年），但名稱依舊是《萬千星輝賀台慶》。應屆行政長官或/及商務及經濟發展局局長亦會出席《萬千星輝賀台慶》活動，以作支持。

### 萬千星輝頒獎典禮
《萬千星輝賀台慶》由1997年開始引入電視頒獎禮的元素，頒發最佳男女演員等獎項，以表揚全年表現出色的藝員。2005年，此節目更仿效美國《艾美獎》，將重點集中在頒獎禮部分，並在無綫在海外有發行無綫電視節目的地方作現場直播。直到2006年，頒獎典禮正式被分拆成獨立節目，並命名為《萬千星輝頒獎典禮》。2009年起，頒獎典禮由台慶日前舉行改為於每年12月（台慶劇播映完畢後）舉行。至於由2019年起，頒獎典禮由每年12月改為於1月份舉辦，目的是讓該年度的所有台慶劇播畢，以便公平地角逐獎項。

### 翡翠歌星賀台慶
《翡翠歌星賀台慶》由1991年開始(於1998-2004年期間停辦)，每年於《萬千星輝賀台慶》前舉行的慶祝活動，由歌星參與，男女歌手會分成紅白兩組比賽爭奪冠軍。2008年起，不再分開男女兩組比試，改為以派對以及演唱金曲形式舉行。2010年因版稅事件以致表演歌手不足再度停辦，此後再無復辦。（2012年曾舉辦過同類型節目《翡翠歌星紅白鬥》）

### 電視節目巡禮
《無綫電視節目巡禮》為每年無綫電視向廣告客戶預告來年各頻道節目安排的活動，其後亦會製成電視特輯，向觀眾介紹當中資訊。巡禮中的計劃以自製劇集為主，其次是綜藝、資訊及文教節目，以及其他外購劇集及節目。活動一般會在11月上旬舉行；而特輯早期被安排於台慶直播完結後播放，2009年起改為11月底至12月中期間播放。

### 台慶特備大型節目
過往TVB會特定舉辦一些特定的大型節目，如1987年20週年，舉辦了《翡翠群星二十年》、《翡翠星輝二十年》等，1981年的《群星獻技賀台慶》，1997年《翡翠星輝三十年》等。

## 台慶劇

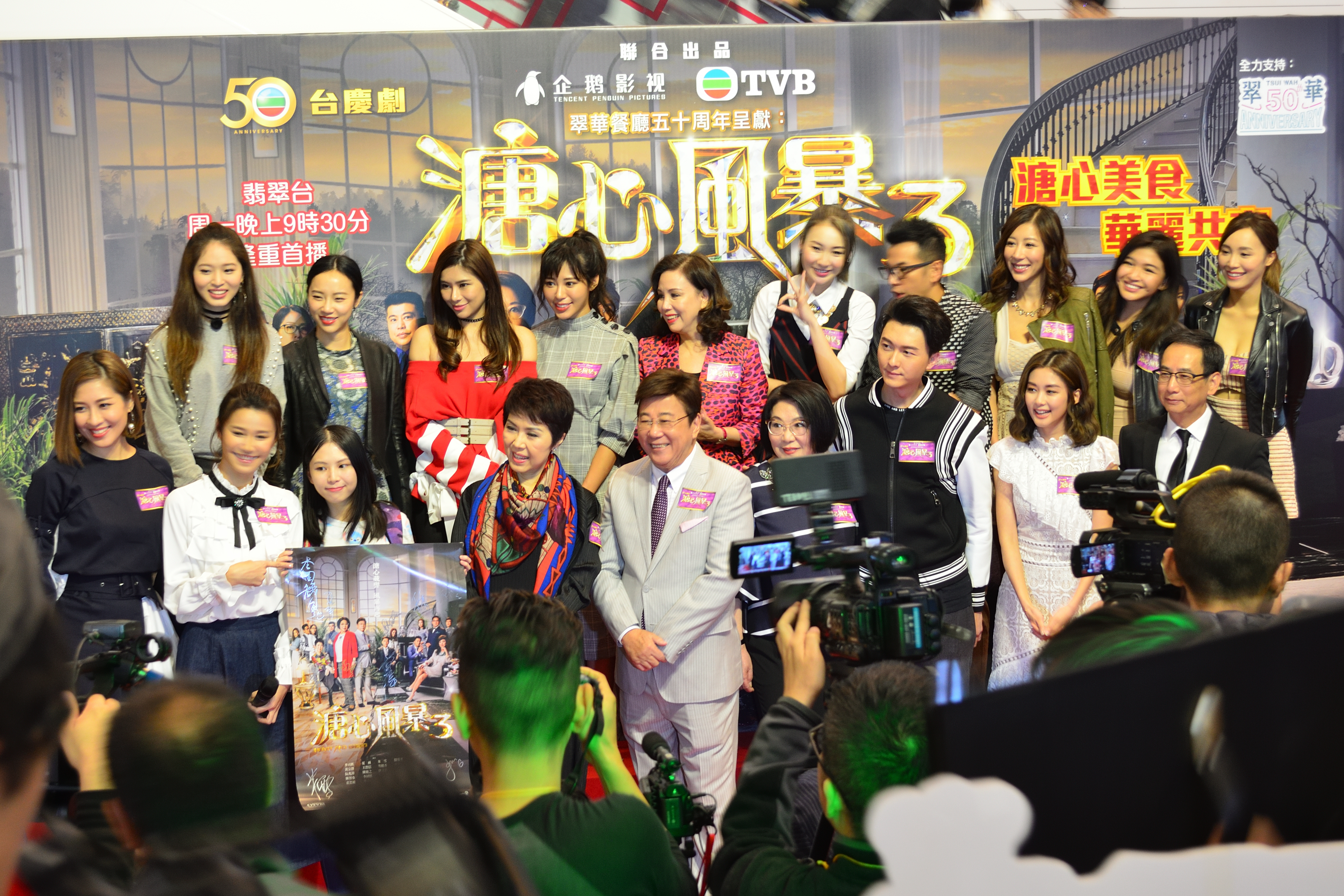
無綫電視50週年台慶劇之一《溏心風暴3》宣傳活動

每年於「台慶月」播放的電視劇稱為「台慶劇」，無綫電視通常將演員陣容強大，製作規模龐大，且預計能夠獲得高收視率的電視劇集定為「台慶劇」，以加強其「台慶月」的氣勢。
值得留意的是，外購劇《鳳弈》雖在2019年台慶月播出，但因外購劇的關係以致不能被冠名為52周年台慶劇。無綫電視自製劇也有類似罕見情況：2013年劇集《My盛Lady》、2020年《香港愛情故事》、2022年《輕·功》及2024年的《異空感應》雖在台慶月播出，但四者並沒有被冠名為台慶劇（其中2020年《香港愛情故事》為非黃金時段播放的劇集，2024年的《異空感應》則是卡士問題未能標示為台慶劇），然而這四劇仍在對應該年的萬千星輝頒獎典禮中提名。2023年，台慶月播出的寰亞港劇《疊影狙擊》卻罕有地成為首部非無綫電視製作的台慶劇。而《香港人在北京》（2023年，第6集起）及《企業強人》（2024年，第16集起）在翡翠台播映中途才被冠上台慶劇稱號。
| 年份   | 台慶劇                                           |
| 1979年 | 楚留香                                           |
| 1983年 | 神雕侠侣                                         |
| 1984年 | 新扎师兄                                         |
| 1985年 | 杨家将、雪山飞狐、新紮師兄續集                   |
| 1986年 | 黄金十年、倚天屠龙记                             |
| 1987年 | 书剑恩仇录、新扎师兄1988                         |
| 1988年 | 嬴单传奇、当代男儿、阿德也疯狂                   |
| 1989年 | 他来自江湖、還我本色                             |
| 1990年 | 笑傲在明天、乌金血剑                             |
| 1991年 | 大家族、怒劍嘯狂沙                               |
| 1992年 | 風之刀、大時代、血濺塘西、我愛牙擦蘇             |
| 1993年 | 馬場大亨、龍兄鼠弟、精灵酒店                     |
| 1994年 | 笑看风云、阿SIR早晨                              |
| 1995年 | 刀馬旦、天降奇緣                                 |
| 1996年 | 新上海灘、西遊記                                 |
| 1997年 | 隱形怪傑、美味天王                               |
| 1998年 | 烈火雄心、西遊記(貳)                             |
| 1999年 | 創世紀、茶是故鄉濃                               |
| 2000年 | 妙手仁心II、碧血劍                               |
| 2001年 | 尋秦記、酒是故鄉醇                               |
| 2002年 | 流金歲月                                         |
| 2003年 | 西關大少、衝上雲霄                               |
| 2004年 | 楚漢驕雄、天涯俠醫                               |
| 2005年 | 胭脂水粉、阿旺新傳、佛山贊師父                   |
| 2006年 | 肥田囍事、東方之珠、賭場風雲                     |
| 2007年 | 奸人堅、通天幹探、鐵咀銀牙                       |
| 2008年 | 珠光寶氣、東山飄雨西關晴                         |
| 2009年 | 宮心計、富貴門                                   |
| 2010年 | 巾幗梟雄之義海豪情、刑警                         |
| 2011年 | 荃加福祿壽探案、法證先鋒III、萬凰之王            |
| 2012年 | 名媛望族、大太監                                 |
| 2013年 | 法外風雲、On Call 36小時II                       |
| 2014年 | 飛虎II、老表，你好hea！、名門暗戰                |
| 2015年 | 張保仔、無雙譜、東坡家事、梟雄                   |
| 2016年 | 來自喵喵星的妳、幕後玩家、致命復活               |
| 2017年 | 老表，畢業喇！、降魔的、誇世代、溏心風暴3        |
| 2018年 | 跳躍生命線、是咁的，法官閣下、兄弟               |
| 2019年 | 牛下女高音、解決師、多功能老婆                   |
| 2020年 | 使徒行者3、踩過界II                              |
| 2021年 | 換命真相、星空下的仁醫、十月初五的月光、拳王     |
| 2022年 | 美麗戰場、下流上車族、超能使者、法證先鋒V        |
| 2023年 | 香港人在北京、羅密歐與祝英台、叠影狙擊、新聞女王 |
| 2024年 | 企業強人、巾幗梟雄之懸崖、廉政行動2024、黑色月光 |

## 台慶鉅獻／台慶獻禮／台慶綜藝
每年為慶祝台慶所播放的紀錄片及綜藝節目稱為「台慶鉅獻」，2012年起稱為「台慶獻禮」，2019年稱為「台慶綜藝」，2022年稱為「傳承·狂歡55」。
| 年份   | 台慶節目                                         | 節目主持                                                                                   | 地點                                                       |
| 1995年 | 南極追蹤                                         | 陶大宇、梁榮忠                                                                             | 南極                                                       |
| 1996年 | 北極追蹤                                         | 羅嘉良、黃智賢                                                                             | 北極地區                                                   |
| 1997年 | 沙漠追蹤                                         | 王喜、李家聲、關寶慧                                                                       | 中國古爾班通古特沙漠及塔克拉瑪干沙漠                       |
| 1999年 | 再創高峰                                         | 蔡子健、鄧健泓、鍾麗淇                                                                     | 喜馬拉雅山珠穆朗瑪峰                                       |
| 2000年 | 勇闖恐龍島                                       | 林峯、鄧健泓、趙翠儀                                                                       | 印度尼西亞科莫多島                                         |
| 2001年 | 熱帶雨林蜜月狂奔                                 | 鄧浩光、康子妮 參賽者︰馬德鐘、張可頤及4對準新人                                           | 澳洲昆士蘭                                                 |
| 2002年 | 大學群英越野狂奔                                 | 鄭嘉穎、鄧萃雯 參賽者︰韓君婷、王合喜及10位大學生                                          | 澳洲昆士蘭                                                 |
| 2003年 | 紀律精英怒雪狂奔                                 | 王合喜、黃卓玲 參賽者︰馬德鐘、黃安琪及8位紀律部隊人員                                     | 芬蘭                                                       |
| 2004年 | 香港步步創高峰－決戰國金                         | 鄭裕玲、歐錦棠、袁彩雲、李克勤、吳美珩                                                     | 國際金融中心二期                                           |
| 2005年 | 神山                                             | 司徒瑞祈、陳鍵鋒、陳松伶、李詩韻、高鈞賢、胡定欣                                           | 馬來西亞神山                                               |
| 2006年 | 江山美人                                         | 林保怡、王喜、夏雨、徐淑敏                                                                 | 大連、蘇州、北京、上海、西安、成都、廣州及南寧             |
| 2007年 | 勇闖玉珠峰                                       | 郭羨妮、崔建邦、梁榮忠                                                                     | 中國青海玉珠峰                                             |
| 2008年 | 冰天動地                                         | 陳志雲、謝安琪、陳鍵鋒、廖碧兒                                                             | 冰島、挪威及格陵蘭                                         |
| 2009年 | 活著                                             | 何守信、宣萱、徐子珊、劉倩婷                                                               | 埃塞俄比亞、肯雅、中國北京及馬來西亞金馬倫高原             |
| 2010年 | 森海尋寶                                         | 謝天華、徐子珊、翟威廉、彭慧中                                                             | 巴布亞新畿內亞及所羅門群島                                 |
| 2011年 | 水之源                                           | 黃宗澤、許廷鏗、林欣彤                                                                     | 中國黃河、印度恆河及東南亞湄公河                           |
| 2012年 | 走過烽火大地                                     | 洪永城                                                                                     | 伊拉克、伊朗及中東等地                                     |
| 2013年 | 最佳女主角                                       | 黎芷珊                                                                                     |                                                            |
| 2013年 | 超級工程                                         | 陳芷菁                                                                                     |                                                            |
| 2013年 | 街頭魔法王                                       | 林盛斌、甄澤權、泰臣                                                                       |                                                            |
| 2013年 | 三個小生去旅行                                   | 胡楓、謝賢、Joe Junior                                                                     | 土耳其、西班牙及葡萄牙                                     |
| 2014年 | 守護生命的故事2                                  | 吳啟華                                                                                     |                                                            |
| 2014年 | 超級巨聲4                                        | 森美、張繼聰                                                                               |                                                            |
| 2014年 | 超齡打工假期                                     | 鄭裕玲、王菀之、許紹雄、梁烈唯、陳百祥、譚詠麟、彭健新、田蕊妮                             | 韓國、德國、澳洲                                           |
| 2015年 | 閨密教煮                                         | 側田、梁家玉                                                                               |                                                            |
| 2015年 | Do姐去Shopping                                   | 鄭裕玲、黃翠如、農夫、陳敏之、沈震軒、馬國明、梁烈唯、鄭俊弘                               | 英國、澳洲、法國                                           |
| 2016年 | 煒哥的味道                                       | 陳煒、衛志豪、泰臣、張致恆                                                                 | 台灣、雲南                                                 |
| 2016年 | 一屋老友去旅行                                   | 歐陽震華、滕麗名、羅蘭、劉江、呂慧儀、張穎康、張彥博、盧宛茵                               | 台灣                                                       |
| 2016年 | 天與地                                           | 朱智賢、陳婉衡、麥美恩、梁彥宗、黃德斌、謝東閔                                             | 喜馬拉雅山 馬納斯盧峰、廣西天坑                            |
| 2016年 | 街坊廚神舌戰東京                                 | 阮小儀、金剛                                                                               | 日本東京                                                   |
| 2016年 | 関西攻略弐                                       | 杜如風                                                                                     | 日本関西                                                   |
| 2017年 | 九州攻略                                         | 杜如風                                                                                     | 日本九州                                                   |
| 2017年 | 終極街頭魔法王                                   | 甄澤權、林盛斌、翟威廉、陸浩明、何雁詩、林穎彤                                             |                                                            |
| 2017年 | 森美旅行團                                       | 森美、黃心穎、高海寧、麥美恩                                                               | 日本東京                                                   |
| 2017年 | 使徒行者 臥底遊戲                                | 苗僑偉、黃翠如、洪永城、陳凱琳、林盛斌、蔡思貝、麥美恩、楊潮凱、余德丞                     | 泰國                                                       |
| 2017年 | 我愛EYT                                          | 群星                                                                                       |                                                            |
| 2017年 | 汪明荃50周年世紀盛宴                             | 汪明荃                                                                                     |                                                            |
| 2017年 | Do姐再Shopping                                   | 鄭裕玲、農夫、蕭正楠、黃翠如、馬國明                                                       | 日本北海道及東京、意大利米蘭及法國、丹麥哥本哈根           |
| 2017年 | 公公出埠                                         | 黎耀祥、蕭正楠、曹永廉、黃浩然                                                             | 泰國布吉                                                   |
| 2017年 | 馬家過聖誕                                       | 劉丹、徐榮、黎諾懿、林漪娸、蔣家旻、羅天宇、張達倫                                         | 韓國                                                       |
| 2018年 | 地獄廚神絶地反擊+美女廚神終極挑戰                | 蕭正楠、林盛斌、張振朗                                                                     |                                                            |
| 2018年 | 學是學非（第六輯第十集起）                       | 梁嘉琪、麥美恩、湯洛雯、馮盈盈、張寶兒、劉穎鏇、鄺潔楹                                     |                                                            |
| 2018年 | 嫁到這世界邊端2                                  | 陳貝兒                                                                                     | 以色列、波蘭、法羅群島、希臘、土耳其                       |
| 2018年 | 肥媽優質食好D                                    | 肥媽、陸浩明                                                                               |                                                            |
| 2018年 | 周遊東京（第二輯）                               | 周奕瑋                                                                                     | 日本東京                                                   |
| 2018年 | 女人四十                                         | 田蕊妮                                                                                     |                                                            |
| 2018年 | 兄弟姊妹去旅行                                   | 蕭正楠、曹永廉、胡定欣、姚子羚                                                             | 瑞士                                                       |
| 2019年 | 出走澳洲                                         | 黄翠如、洪永城                                                                             | 澳洲                                                       |
| 2019年 | 嫁到這世界邊端3                                  | 陳貝兒                                                                                     | 尼日利亞、埃及、摩洛哥、中國新疆、日本、法國、比利時       |
| 2019年 | 晚間看地球                                       | 鄭裕玲、陸永、C君                                                                          | 挪威、英國、土耳其、日本                                   |
| 2019年 | 森美旅行團（第三輯）                             | 森美、吳若希、麥美恩、丁子朗                                                               | 日本東京                                                   |
| 2019年 | 阿爺廚房（第四輯）                               | 李家鼎、譚玉瑛                                                                             | 中國、澳門                                                 |
| 2020年 | 今晚請客                                         | 陳敏之、黎諾懿                                                                             |                                                            |
| 2020年 | 5G改寫我們的故事                                 | 洪永城                                                                                     |                                                            |
| 2020年 | 疫境廚神秋冬盛宴                                 | 林盛斌、黎諾懿、黃庭鋒、戴祖儀                                                             |                                                            |
| 2021年 | 思家大戰（第一季）                               | 李思捷                                                                                     |                                                            |
| 2021年 | 教煮爭霸                                         | 李家鼎、蕭秀香、曹永廉、譚俊彥、陳煒                                                       |                                                            |
| 2021年 | 童你一起長大了                                   | 譚玉瑛、黎芷珊、蓋世寶                                                                     |                                                            |
| 2021年 | 男神廚房                                         | 鄭裕玲、王菀之、何廣沛                                                                     |                                                            |
| 2021年 | 聲級學堂                                         | 余德丞                                                                                     |                                                            |
| 2021年 | 讀心專家                                         | 姜松明、黃庭鋒、陳聖瑜                                                                     |                                                            |
| 2021年 | 麻雀鬥室三決一                                   | 薛家燕、林盛斌、吳若希、戴祖儀、鄭衍峰                                                     |                                                            |
| 2021年 | 男神廚房開業喇!                                  | 鄭裕玲、王菀之、何廣沛                                                                     |                                                            |
| 2022年 | 思家大戰（第二季）                               | 李思捷                                                                                     |                                                            |
| 2022年 | 開心無敵獎門人                                   | 曾志偉、錢嘉樂、阮兆祥、麥美恩、程浩駿、吳嘉儀、王祖藍、蘭茜、林穎彤、林秀怡、徐文浩、徐麟 |                                                            |
| 2022年 | 星光匯聚成翡翠                                   | 汪明荃、吳幸美                                                                             |                                                            |
| 2022年 | 霎時再感動                                       | 眾星                                                                                       |                                                            |
| 2022年 | 聲夢傳奇2 決賽                                   | 森美                                                                                       |                                                            |
| 2022年 | 答得快 好世界                                    | 鄭衍峰、張秀文                                                                             |                                                            |
| 2022年 | 全城一叮                                         | 林盛斌、馮盈盈                                                                             |                                                            |
| 2022年 | 我們的主題曲                                     | 不適用                                                                                     |                                                            |
| 2022年 | 《好聲好戲》第二屆畢業作品：《蜘蛛俠：不戰無歸》 |                                                                                            |                                                            |
| 2022年 | 黃金盛宴                                         | 馬浚偉                                                                                     |                                                            |
| 2022年 | 香港小姐再競選                                   | 鄭衍峰、黃庭鋒、林正峰、周奕瑋                                                             |                                                            |
| 2022年 | 嘩鬼無敵獎門人                                   | 曾志偉、錢嘉樂、阮兆祥、麥美恩、吳嘉儀、徐文浩、林秀怡                                     |                                                            |
| 2022年 | 全能司儀選拔大賽2022                             | 鄭裕玲、陸浩明、林盛斌                                                                     |                                                            |
| 2022年 | 聲夢傳奇2 海外踢館賽                             | 森美                                                                                       |                                                            |
| 2022年 | 唔玩唔知有獎攞                                   | 陸浩明、吳若希、林正峰                                                                     |                                                            |
| 2022年 | 遊走世界天與地                                   | 黃翠如                                                                                     |                                                            |
| 2023年 | 請客必食18道菜                                   | 黃亞保、黎耀祥                                                                             |                                                            |
| 2023年 | 典籍裡的中國（TVB版)                                         | 鍾志光、吳沚默                                                                             |                                                            |
| 2023年 | 隨懿深度行                                       | 黎諾懿                                                                                     | 馬來西亞                                                   |
| 2023年 | 無窮之路III - 無垠之疆製作特輯                   | 陳貝兒                                                                                     | 中國西藏及新疆                                             |
| 2023年 | 無窮之路III - 無垠之疆                           | 陳貝兒                                                                                     | 中國西藏及新疆                                             |
| 2023年 | 日本18種住法                                     | 周吉佩、李佳芯                                                                             | 日本                                                       |
| 2023年 | 通靈之王2                                        | 梁思浩、王嘉慧、陳懿德                                                                     |                                                            |
| 2024年 | 無窮之路IV-一帶一路                              | 陳貝兒                                                                                     | 阿聯酋、沙特阿拉伯、希臘、塞爾維亞、埃及、馬達加斯加、肯亞 |
| 2024年 | 呃錢                                             | 區永權、蕭正楠、李旻芳、梁敏巧                                                             |                                                            |
| 2024年 | 中年好聲音3                                      | 車婉婉、許文軒                                                                             |                                                            |
| 2024年 | 自駕德島                                         | 黎諾懿、陳懿德、郭珮文                                                                     | 日本德島                                                   |
| 2024年 | 戰場上                                           | 黎芷珊                                                                                     | 烏克蘭、以色列                                             |
| 2024年 | 獎門人台慶感謝祭                                 | 曾志偉、錢嘉樂、阮兆祥、金剛、麥美恩、林秀怡、林正峰                                       |                                                            |
| 2024年 | Grand住去大阪                                    | 鄭詩君、陸浩明、高海寧                                                                     | 日本大阪                                                   |
| 2024年 | 與天地對話序章                                   | 姜皓文、蔡思貝、余文樂、林盛斌                                                             | 南也門、索科特拉島、澳洲昆士蘭大堡礁及北領地紅土地區       |
| 2024年 | 與天地對話                                       | 姜皓文、蔡思貝、余文樂、林盛斌                                                             | 南也門、索科特拉島、澳洲昆士蘭大堡礁及北領地紅土地區       |
| 2024年 | 尋夢琴澳                                         | 陳展鵬、譚俊彥、胡定欣、林夏薇、馬國明、張曦雯                                             | 珠海橫琴、澳門                                             |

## big big channel活動
- 2017年 降魔的番外篇 - 首部曲
- 2018年 我老細唔係人

## 外部連結
- 無綫電視週年台慶官方網頁：
  - 2000年（33週年）
  - 2001年（邁向35週年）
  - 2002年（35週年）
  - 2003年（36週年）
  - 2004年（邁進38週年）
  - 2005年（38週年）
  - 2006年（39週年）
  - 2007年（40週年）
  - 2008年（41週年）
  - 2009年（42週年）
  - 2010年（43週年）
  - 2011年（邁向45週年）
  - 2012年（45週年）
  - 2013年（46週年）
  - 2014年（邁向48週年）
  - 2015年（48週年）
  - 2016年（邁向50週年）
  - 2017年（50週年）
  - 2018年（51週年）
  - 2019年（52週年）
  - 2020年（53週年）
  - 2021年 （邁向55週年）